# 派恩格羅夫 (加利福尼亞州門多西諾縣)
派恩格羅夫（英語：Pine Grove）是位於美國加利福尼亞州門多西諾縣的一個非建制地區。該地的面積和人口皆未知。

## 地理
派恩格羅夫的座標為39°20′58″N 123°48′51″W / 39.34944°N 123.81417°W，而該地的平均海拔高度為51米（即167英尺）。